# Tingena robiginosa
Tingena robiginosa är en fjärilsart som först beskrevs av Alfred Philpott 1915.  Tingena robiginosa ingår i släktet Tingena och familjen praktmalar. Inga underarter finns listade i Catalogue of Life.